# The Milkmaid
Pour plus de détails, voir Fiche technique et Distribution.
The Milkmaid, également connu sous le titre La Laitière, est un film dramatique nigérian écrit et réalisé par Desmond Ovbiagele et sorti en 2020. Tourné au Niger, le film dénonce les violences faites aux femmes.

## Synopsis
Dans les campagnes d'Afrique subsaharienne, Aisha, une laitière du peuple peul, cherche à retrouver sa jeune sœur Zainab. Ses circonstances personnelles l'obligent à se tourner vers les intégristes religieux qui sont les principaux responsables de la séparation d'avec sa sœur. Malgré les circonstances défavorables et les compromis qu'elle doit faire, elle est déterminée à la retrouver. Elle s'efforce de retrouver son passé heureux. Mais à cause des nombreux chemins et détours, cela s'avère extrêmement compliqué, car elle vit dans un monde où les conflits sont nombreux. Chaque décision et ses conséquences sont souvent irréversibles.

## Fiche technique
- Titre original : The Milkmaid[1]
- Réalisation : Desmond Ovbiagele
- Scénario : Desmond Ovbiagele
- Photographie : Yinka Edward
- Montage : Chuka Ejorh
- Musique : Michael Truth Ogunlade
- Décors : Pat Nebo
- Costumes : Obijie Oru
- Production : Desmond Ovbiagele
- Société de production : Danono Media
- Pays de production :  Nigeria
- Langue originale : haoussa
- Format : couleurs - 2,35:1
- Genre : drame
- Durée : 136 minutes
- Dates de sortie : 
  - Nigéria : 27 novembre 2020

## Distribution
- Anthonieta Kalunta : Aisha
- Maryam Booth : Zainab
- Gambo Usman Kona : Dangana
- Patience Okpala : Hauwa
- Ibrahim Jammal : Haruna

## Exploitation
Le film sort le 27 novembre 2020 au Nigéria. Lors de la 16e édition des Africa Movie Academy Awards, le film a été nommé pour huit prix et a finalement remporté les prix du meilleur film, du meilleur film en langue africaine, de la meilleure actrice dans un second rôle, du meilleur maquillage et du meilleur film nigérian. The Milkmaid a également remporté le prix du long métrage de fiction lors du 2021 Festival panafricain du film de Los Angeles.
Le film a été proposé par le Nigéria pour l'Oscar du meilleur film international lors de la 93e cérémonie des Oscars, mais il n'a pas été retenu par l'académie.
En France, le film a été projeté au cinéma Cinémalraux de Chambéry, suivi d'un échange en visio avec le réalisateur.